# Spartacus (politieke beweging)
Spartacus was een Belgische trotskistische beweging.

## Geschiedenis
In 1928 besliste de Kommunistische Partij van België (KPB) de trotskisten uit de partij te zetten. Deze leden richtten vervolgens de Kommunistische Oppositie op, geïnspireerd door de Linkse Oppositie onder leiding van Leon Trotski in de Sovjet-Unie.
Binnen deze groepering besloot de Ligue Communiste Internationaliste rond Leon Lesoil op het congres op 10 maart 1935 om door middel van de entrisme-strategie actief te worden binnen de Belgische Werkliedenpartij (BWP). Aldaar verenigden ze zich in de Action Socialiste Révolutionnaire (ASR). De meeste leden van de Brusselse afdeling, onder leiding van Georges Vereeken verwierp dit entrisme en bleven een zelfstandige koers varen onder de naam Spartacus. Naast de Brusselse afdeling was er ook een fractie actief in Luik onder leiding van Lucien Renery, en verder waren er enkele leden in Antwerpen en Gent.
Spartacus publiceerde vier edities van de Voix Communiste. Na twee maanden werd de publicatie vervangen door het tweewekelijkse blad Spartacus, Orgaan van de Internationale Communistische Liga (Trotskistisch) in België, dat in de periode 1935-'36 werd uitgegeven. In de aanloop naar de oprichting van de Vierde Internationale werd de Spartacus-groep stevig bekritiseerd door Leon Trotski.
In 1936 werden de trotskistische entristen uit de BWP gezet, waarna een verzoening volgde tussen ASR-leden en de Spartacusgroep. Hierop volgend richtte beide fracties samen de Revolutionair Socialistische Partij (RSP) op.